# Pedicularis sylvatica
La pedicolare silvestre (nome scientifico Pedicularis sylvatica L., 1753)  è una pianta parassita appartenente alla famiglia delle Orobanchaceae.

## Etimologia
Il nome generico (Pedicularis) deriva da un termine latino che significa "pidocchio" e si riferisce alla convinzione che queste piante infestino di pidocchi il bestiame al pascolo; altri giustificano l'etimologia del nome del genere all'opposto, ossia in quanto si pensa che queste piante liberino la testa dai pidocchi. L'epiteto specifico (sylvatica) significa "silvana, dei boschi" e indica per questa pianta un tipico habitat boschivo o forestale.
Il binomio scientifico della pianta di questa voce è stato proposto da Carl von Linné (1707 – 1778) biologo e scrittore svedese, considerato il padre della moderna classificazione scientifica degli organismi viventi, nella pubblicazione "Species Plantarum - 2: 607. 1753" del 1753.

## Descrizione

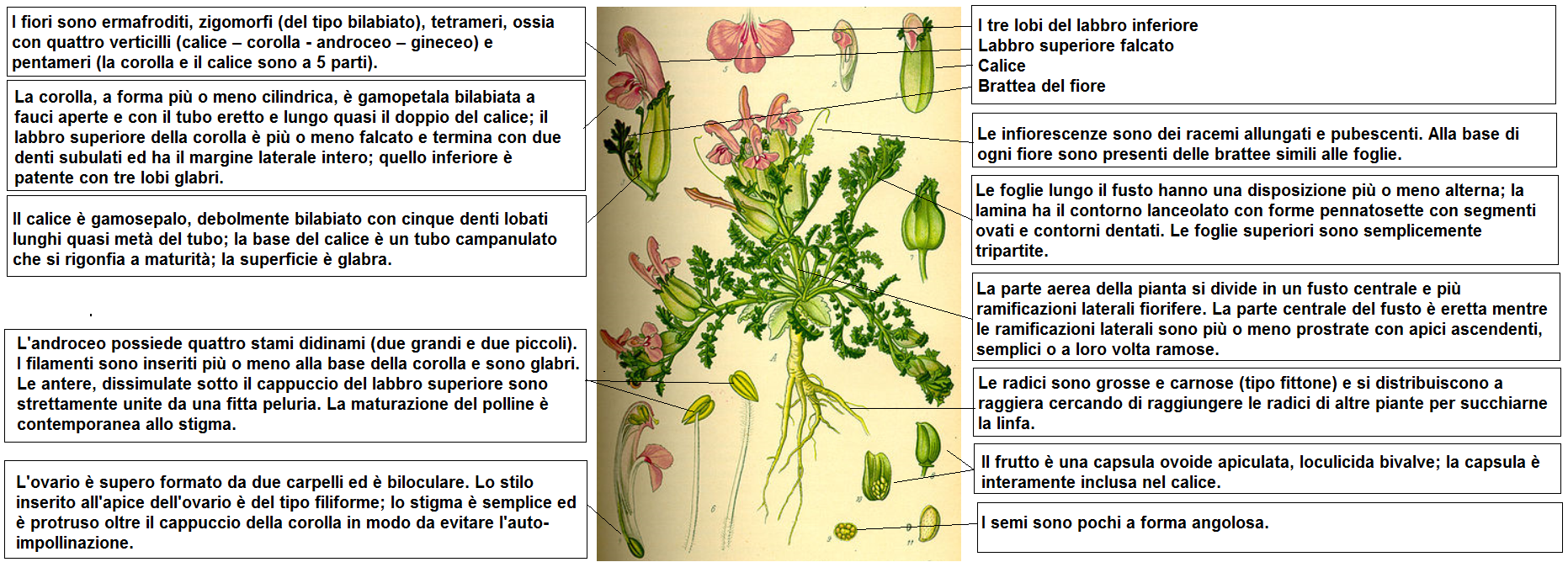
Descrizione delle parti della pianta

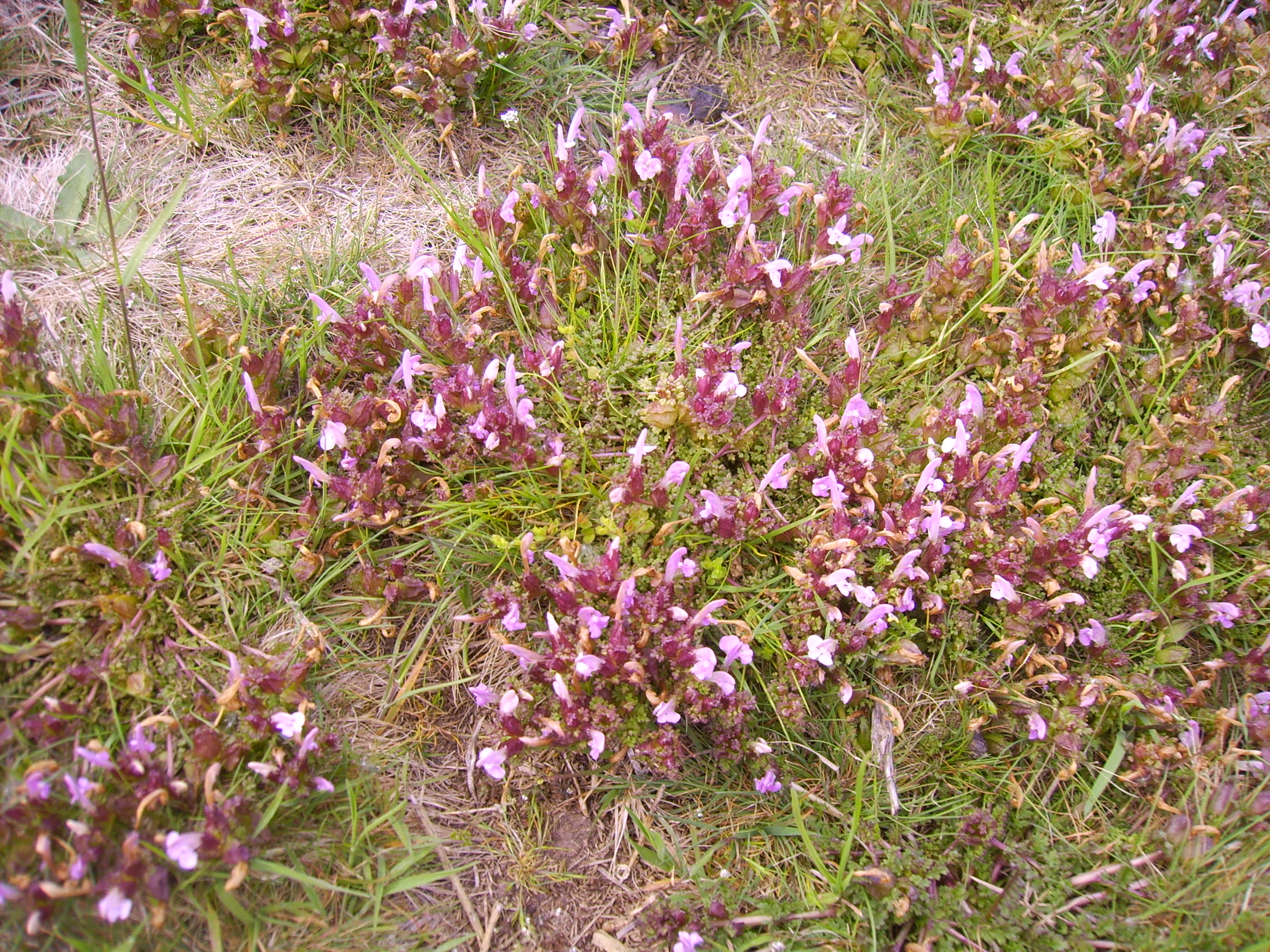
Habitat e habitus

Queste piante sono alte da 5 a 15 cm. La forma biologica è emicriptofita bienne (H bienn), ossia in generale sono piante erbacee con gemme svernanti al livello del suolo e protette dalla lettiera o dalla neve e si distinguono dalle altre per il ciclo vitale biennale. Per questa specie sono presenti anche forme biologiche tipo emicriptofita scaposa (H scap), ossia possono essere anche piante erbacee, a ciclo biologico perenne, con gemme svernanti al livello del suolo e protette dalla lettiera o dalla neve e sono dotate di un asse fiorale eretto e spesso privo di foglie. Sono inoltre organismi parassiti: le radici mostrano organi specifici per nutrirsi della linfa di altre piante.

### Radici
Le radici sono grosse e carnose (tipo fittone) e si distribuiscono a raggiera cercando di raggiungere le radici di altre piante per succhiarne la linfa.

### Fusto
La parte aerea della pianta si divide in un fusto centrale e più ramificazioni laterali fiorifere. La parte centrale del fusto è eretta mentre le ramificazioni laterali sono più o meno prostrate (decombenti) con apici ascendenti, semplici o a loro volta ramose.

### Foglie

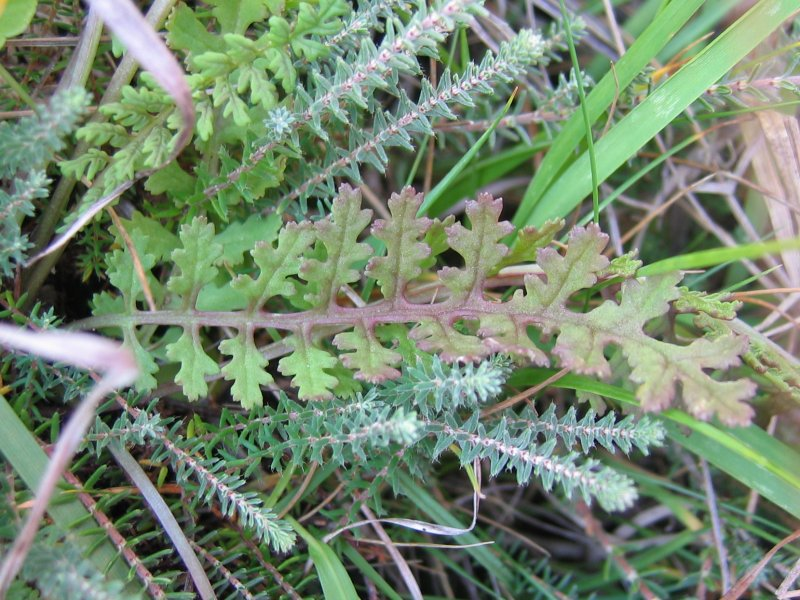
La foglia

Le foglie lungo il fusto hanno una disposizione più o meno alterna; la lamina ha il contorno lanceolato con forme pennatosette con segmenti ovati e contorni dentati. Le foglie superiori sono semplicemente tripartite. Dimensione delle foglie: larghezza 3 – 5 cm; lunghezza 15 – 20 cm.

### Infiorescenza

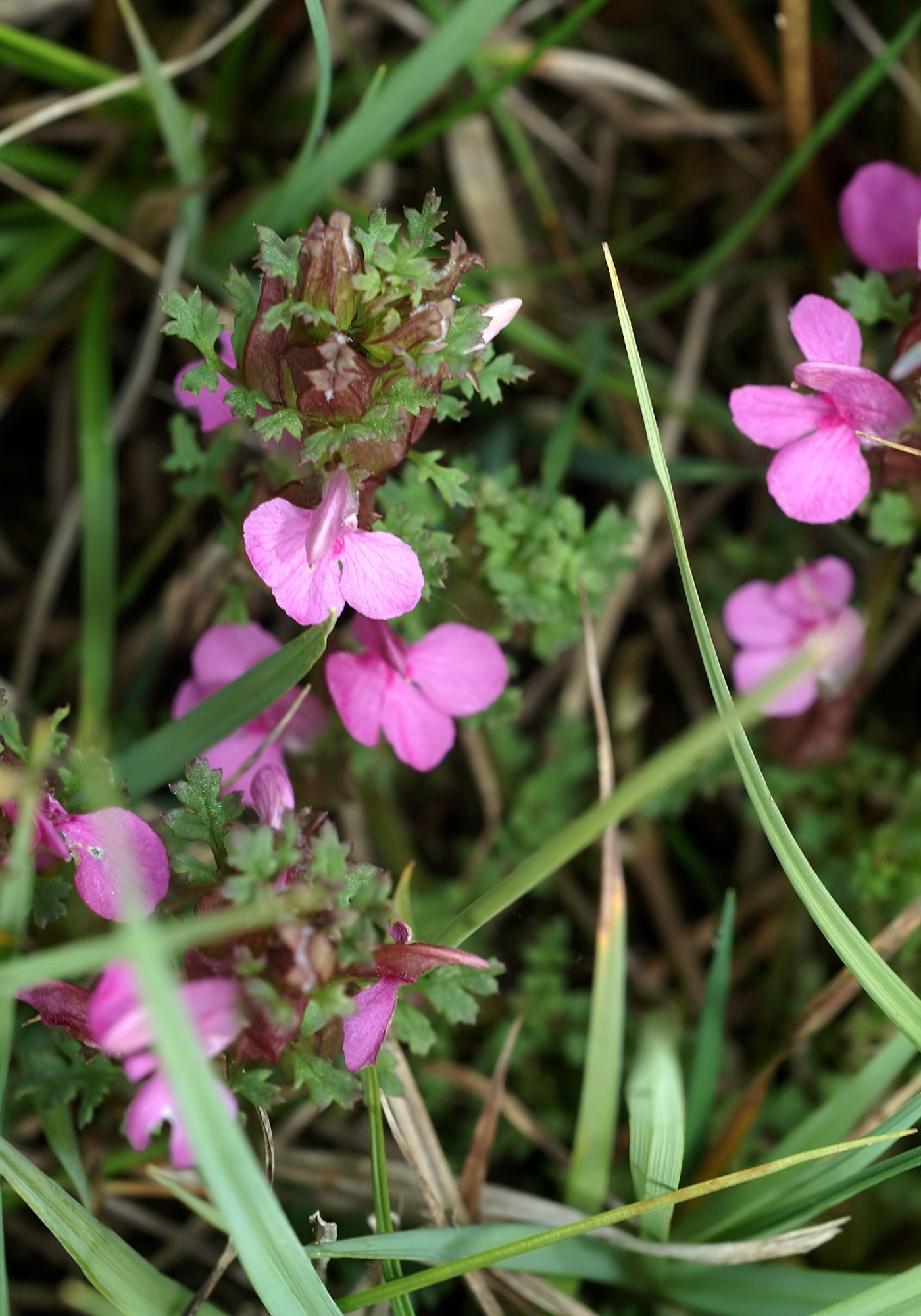
Infiorescenza

Le infiorescenze sono dei racemi allungati e pubescenti. Alla base di ogni fiore sono presenti delle brattee simili alle foglie. 

### Fiore

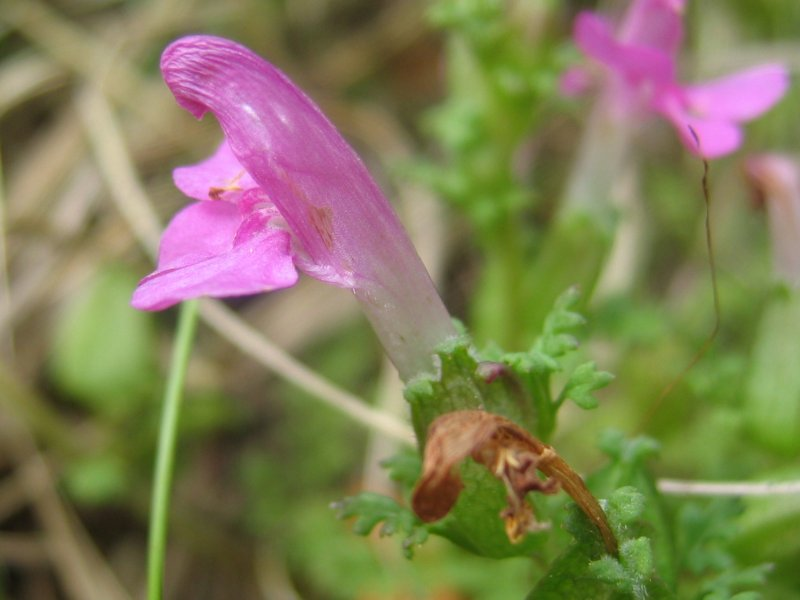
Il fiore

I fiori sono ermafroditi, zigomorfi (del tipo bilabiato), tetrameri, ossia con quattro verticilli (calice – corolla - androceo – gineceo) e pentameri (la corolla e il calice sono a 5 parti).
- Formula fiorale: per questa pianta viene indicata la seguente formula fiorale:

X, K (5), [C (2+3), A 2+2], G (2), (supero), capsula
- Calice: il calice è gamosepalo, debolmente bilabiato con cinque denti lobati lunghi quasi la metà del tubo; la base del calice è un tubo campanulato che si rigonfia a maturità; la superficie è glabra. Lunghezza del calice 8 –11 mm.
- Corolla: la corolla, a forma più o meno cilindrica, è gamopetala bilabiata a fauci aperte e con il tubo eretto e lungo quasi il doppio del calice; il labbro superiore della corolla è più o meno falcato e termina con due denti subulati ed ha il margine laterale intero; quello inferiore è patente con tre lobi glabri. Il colore della corolla è rosso (raramente è pallido). Lunghezza della corolla: 26 – 30 mm,
- Androceo: l'androceo possiede quattro stami didinami (due grandi e due piccoli). I filamenti sono inseriti più o meno alla base della corolla e sono glabri. Le antere, dissimulate sotto il cappuccio del labbro superiore sono strettamente unite da una fitta peluria. La maturazione del polline è contemporanea allo stigma.[12]
- Gineceo: l'ovario è supero formato da due carpelli ed è biloculare. Lo stilo inserito all'apice dell'ovario è del tipo filiforme; lo stigma è semplice ed è protruso oltre il cappuccio della corolla in modo da evitare l'auto-impollinazione.[12]
- Fioritura: da maggio a luglio.

### Frutti
Il frutto è una capsula ovoide apiculata, loculicida bivalve; la capsula è interamente inclusa nel calice. I semi sono pochi a forma angolosa.

## Riproduzione
- Impollinazione: l'impollinazione avviene tramite insetti (impollinazione entomogama).
- Riproduzione: la fecondazione avviene fondamentalmente tramite l'impollinazione dei fiori (vedi sopra).
- Dispersione: i semi cadendo a terra sono dispersi soprattutto da insetti tipo formiche (disseminazione mirmecoria).

## Distribuzione e habitat

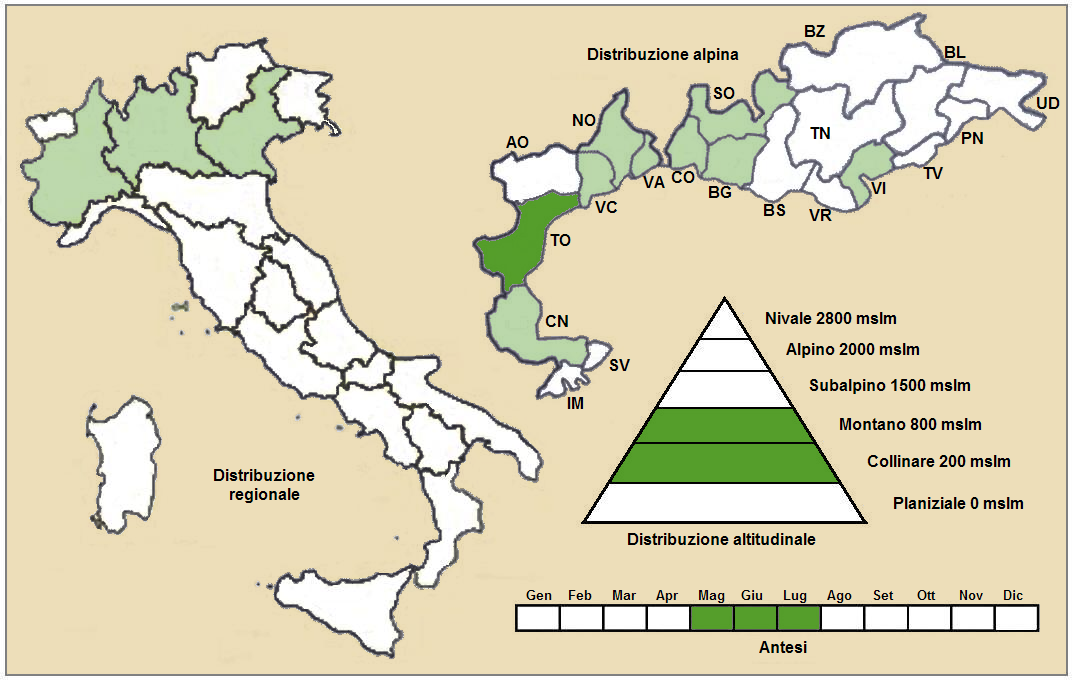
Distribuzione della pianta
(Distribuzione regionale – Distribuzione alpina)

- Geoelemento: il tipo corologico (area di origine) è Subatlantico o Europeo.
- Distribuzione: in Italia è una specie molto rara e si trova solamente al nord specialmente nelle Alpi ma in modo discontinuo. Da molto tempo non è più segnalata sul territorio italiano e forse è scomparsa[13]; in alcuni casi potrebbe essere stata confusa con la specie simile Pedicularis palustris L..[11] Fuori dall'Italia, sempre nelle Alpi, questa specie si trova in Francia (dipartimenti di Alpes-de-Haute-Provence, Drôme, Isère, Savoia e Alta Savoia), in Svizzera (cantoni Berna e altri minori) e in Austria (Länder della Carinzia). Sugli altri rilievi europei collegati alle Alpi si trova nella Foresta Nera, Vosgi, Massiccio del Giura, Massiccio Centrale, Pirenei e Carpazi.[14] Nel resto dell'Europa e areale mediterraneo questa specie è presente dal Marocco alla Russia (attraverso l'Europa settentrionale).[15]
- Habitat: l'habitat tipico per questa pianta sono le torbiere su terreno umido e acido; ma anche le schiarite e le strade forestali (boschi di peccete, lariceti e abetine), i prati e i pascoli igrofili. Il substrato preferito è calcareo ma anche siliceo con pH acido, bassi valori nutrizionali del terreno che deve essere umido.
- Distribuzione altitudinale: sui rilievi queste piante si possono trovare da 200 fino a 1200 m s.l.m.; frequentano quindi i seguenti piani vegetazionali: collinare e montano.

### Fitosociologia
Dal punto di vista fitosociologico la specie di questa scheda appartiene alla seguente comunità vegetale:
Formazione : comunità delle praterie rase dei piani subalpino e alpino con dominanza di emicriptofite
Classe : Nardetea strictae

## Tassonomia
La famiglia di appartenenza della specie (Orobanchaceae) comprende soprattutto piante erbacee perenni e annuali semiparassite (ossia contengono ancora clorofilla a parte qualche genere completamente parassita) con uno o più austori connessi alle radici ospiti. È una famiglia abbastanza numerosa con circa 60 - 90 generi e oltre 1700 - 2000 specie (il numero dei generi e delle specie dipende dai vari metodi di classificazione) distribuiti in tutti i continenti. Il genere Pedicularis comprende 400-500 specie (il genere più numeroso della famiglia con distribuzione quasi cosmopolita - manca in Africa e Australia) delle quali 23 sono presenti nella flora spontanea italiana.

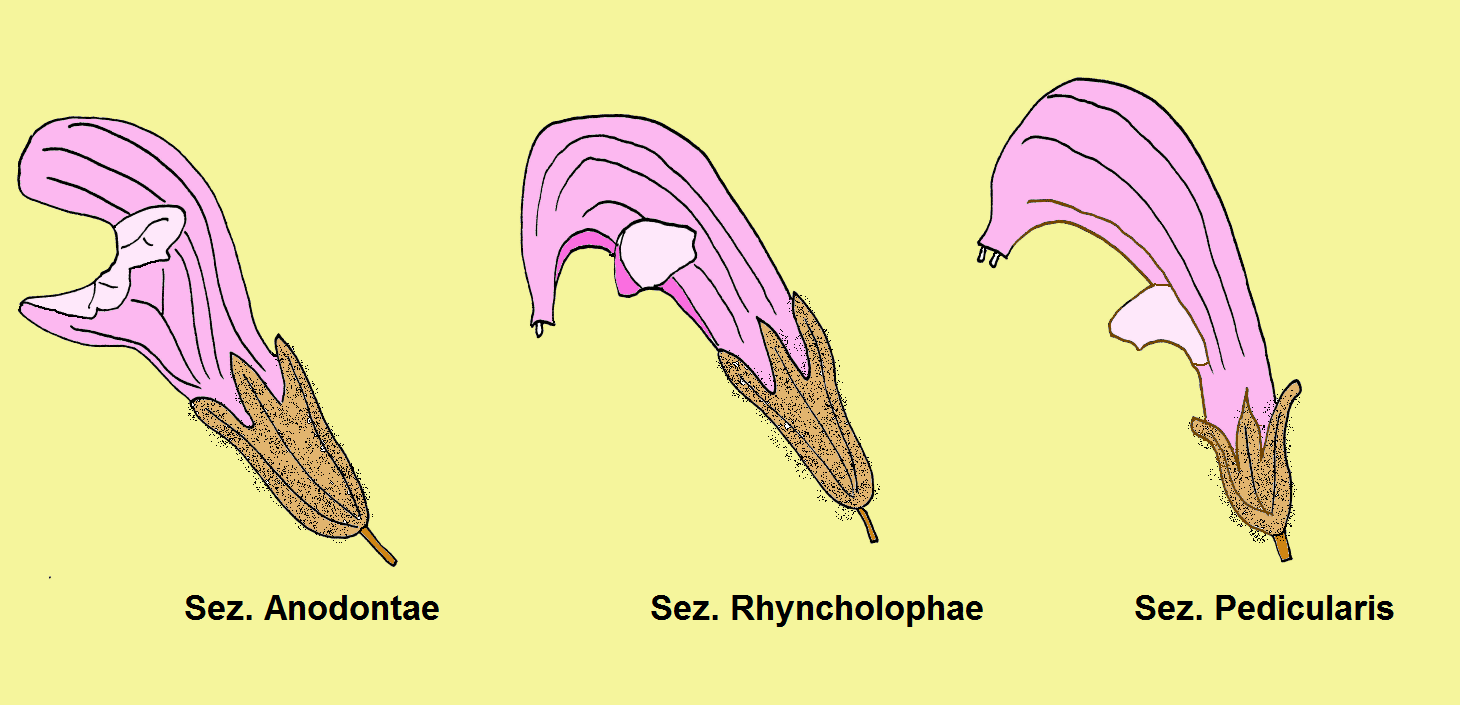
Le tre sezioni del genere

La classificazione del genere è difficile in quanto la forma del fiore è molto simile tra specie e specie; inoltre il colore della corolla nel secco è indistinguibile. Pignatti nella "Flora d'Italia" divide le specie spontanee della flora italiana in tre gruppi in base alla forma del labbro superiore (vedi il disegno):
- Sez. Anodontae: l'apice del labbro superiore della corolla è arrotondato (né rostrato e né dentato).
- Sez. Rhyncholophae: il labbro superiore della corolla è più o meno falcato e termina in un becco allungato.
- Sez. Pedicularis: il labbro superiore della corolla è provvisto di due dentini sotto la parte falcata.

La specie P. sylvatica appartiene alla sez. Pedicularis.
Il numero cromosomico di P. sylvatica è: 2n = 16.

### Filogenesi
Secondo una recente ricerca di tipo filogenetico la famiglia Orobanchaceae è composta da 6 cladi principali nidificati uno all'interno dell'altro. Il genere Pedicularis si trova nel quarto clade (relativo alla tribù Pedicularideae). All'interno della tribù il genere è in posizione "gruppo fratello" al resto dei generi della tribù.

### Sottospecie
Per la specie di questa voce sono riconosciute la seguente sottospecie.
- Pedicularis sylvatica subsp. lusitanica (Hoffmanns. & Link) Cout., 1913 Distribuzione: Marocco e Penisola Iberica.
- Pedicularis sylvatica subsp. hibernica D. A. Webb, 1956 Distribuzione: Europa occidentale e coste atlantiche.

## Altre notizie
La pedicolare silvestre in altre lingue è chiamata nei seguenti modi:
- (DE)  Wald-Läusekraut
- (FR)  Pédiculaire des forêts
- (EN)  Lousewort